# Nádai Anikó
Nádai Anikó (VV Anikó, ÉNB Anikó) (Mohács, 1989. január 11. –) magyar valóságshow-szereplő, műsorvezető és alkalmi színésznő.

## Élete és pályafutása
Mohácson született, majd Baján és Kecelen is élt. Szülei másfél-kétéves korában elváltak, édesanyja nevelte fel. Hatodik osztályos korától bentlakásos iskolába járt. Kiskőrösön érettségizett, majd a bajai tanítóképző főiskola magyar szakára járt. Nagy nélkülözésben éltek, ezért jelentkezett kitörési lehetőségként a Való Világba. A műsor ismertté és népszerűvé tette, ezt követően több műsorvezetői feladatot is kapott az RTL Klubtól.

### Első képernyős szereplés: A Királynő
Először 2008-ban jelentkezett a Királynő című műsorba, de nem jutott a döntőbe. 2009-ben a Miss Earth Hungary résztvevőjeként A Királynő 2009 címen futó show-műsorban tűnt fel először az RTL Klub képernyőjén.

### Ismertség, népszerűség: Való Világ
A Való Világ 4. évadában 2010-ben VV Anikó néven tűnt fel. A játék során végig párbaj nélkül menetelt, majd az utolsó párbajon, 2011 májusában, 154 nap után minimális különbséggel maradt alul, így a 4. helyen végzett. 2011-ben a Való Világ 5 háttérműsorának, a BeleValóVilágnak volt a műsorvezetője. Ugyanebben az évben a Szerelem a legfölsőbb szinteken – Alekosz menyasszonyt keres című valóságshow AlekosznakValó címmel futó háttérműsorának műsorvezetője.

### Éjjel-nappal Budapest és család
2013–2015 között az Éjjel-nappal Budapest című televíziós műsorban szerepelt. Itteni munkája közben 2013-ban ismerkedett meg a televíziós producer Kovács Dániellel, akitől 2015. augusztusában született gyermekük, Patrik. Terhessége miatt kilépett az Éjjel-nappal Budapest produkcióból és a Hungary’s Got Talent tehetségkutatóban kapott munkát.

### Műsorvezetések
2016-ban az RTL Klub Farm című műsorának műsorvezetője lett. Ugyanebben az évben a Való Világ 8. évadának műsorvezetője volt.
2017 elején szakított párjával. „Az RTL Klub továbbra is foglalkoztatni kívánja, határozott és pontos terveik vannak vele már a közeljövőben” – nyilatkozta 2017. márciusban Herman Péter az RTL Magyarország drámai és szórakoztató műsorokért felelős igazgatója.
2018-ban a Való Világ 9 Powered by Big Brother műsorvezetője volt Puskás Petivel. 2020 júliusában bejelentették, hogy ők vezetik a Való Világ 10 műsorát is.
2019-ben, 2020-ban, 2021-ben, 2022-ben, 2023-ban, és 2024-ben is megbízták a Házasodna a gazda című reality műsorvezetésével.
2020 márciusától az RTL Klub Reggeli című műsorának egyik műsorvezetője lett.
Az elmúlt évadokhoz hasonlóan, 2022-ben a Való Világ 11 műsorát vezeti.

### Saját műsor: Anikó #show
2017. július 3-tól az RTL Gold csatornán indult saját talkshow műsora az Anikó #show, amely heti öt alkalommal került képernyőre.
2017-ben a Huawei egyik magyarországi márkanagykövete lett.

## Műsorai
| Év        | Cím                                 | Szerepkör                           | Csatorna  |
| --------- | ----------------------------------- | ----------------------------------- | --------- |
| 2010–2011 | Való Világ 4                        | versenyző                           | RTL       |
| 2011      | Alekosznak Való                     | műsorvezető                         | Cool TV   |
| 2011      | BeleValóVilág                       | műsorvezető                         | Cool TV   |
| 2013–2015 | Éjjel-nappal Budapest               | szereplő (Anikó)                    | RTL       |
| 2016      | Farm                                | műsorvezető                         | RTL       |
| 2016–2022 | Való Világ                          | műsorvezető                         | RTL Kettő |
| 2017–2019 | Anikó #show                         | műsorvezető                         | RTL Gold  |
| 2018      | A Konyhafőnök VIP                   | versenyző                           | RTL       |
| 2019–     | Házasodna a gazda                   | műsorvezető                         | RTL       |
| 2020–     | Reggeli                             | műsorvezető                         | RTL       |
| 2021      | Nyerő Páros                         | versenyző                           | RTL       |
| 2021      | Álarcos Énekes                      | szereplő (Holdjáró)                 | RTL       |
| 2023      | Az álommeló                         | mellékszereplő (1. évad, 9. epizód) | RTL       |
| 2023      | Az Árulók – Gyilkosság a kastélyban | Gyilkos                             | RTL       |